# San Pedro Cholula, Ocoyoacac
San Pedro Cholula  är en stad i kommunen Ocoyoacac i delstaten Mexiko i Mexiko. Samhället hade 9 757 invånare vid folkräkningen år 2020. Orten är kommunens näst största efter den administrativa huvudorten Ocoyoacac.